# Лонг Пајн (Небраска)
Лонг Пајн (енгл. Long Pine) град је у америчкој савезној држави Небраска.

## Демографија
По попису из 2010. године број становника је 305, што је 36 (-10,6%) становника мање него 2000. године.
| Група             | 2000.       | 2010.       |
| Белци             | 334 (97,9%) | 304 (99,7%) |
| Афроамериканци    | 0 (0,0%)    | 0 (0,0%)    |
| Азијати           | 1 (0,3%)    | 0 (0,0%)    |
| Хиспаноамериканци | 5 (1,5%)    | 1 (0,3%)    |
| Укупно            | 341         | 305         |